# Brice Tirabassi
Brice Tirabassi (Fréjus, 15 giugno 1977) è un pilota di rally francese, vincitore del campionato nazionale nella categoria S1600 nel 2002 e del JWRC 2003.

## Palmarès
- Campionato francese rally: 1
2002 su Citroën Saxo S1600[1]
- JWRC: 1
2003 su Renault Clio S1600[2]

### Vittorie nel mondiale rally

#### Junior WRC
| # | Stagione | Evento               | Co-pilota              | Auto               | Squadra  |
| - | -------- | -------------------- | ---------------------- | ------------------ | -------- |
| 1 | 2003     | Rally di Monte Carlo | Jacques-Julien Renucci | Renault Clio S1600 | -        |
| 2 | 2003     | Rally dell'Acropoli  | Jacques-Julien Renucci | Renault Clio S1600 | -        |
| 3 | 2003     | Rally di Catalogna   | Jacques-Julien Renucci | Renault Clio S1600 | -        |
| 4 | 2006     | Tour de Corse        | Jacques-Julien Renucci | Citroën C2 S1600   | PH Sport |

#### P-WRC
| # | Stagione | Evento         | Co-pilota      | Auto                   |
| - | -------- | -------------- | -------------- | ---------------------- |
| 1 | 2005     | Rally di Cipro | Mathieu Baumel | Subaru Impreza STi N11 |

## Risultati nel mondiale rally

### WRC
| 1999 | Scuderia | Vettura         |  |  |  |  |  |     |  |  |  |  |  |  |  |  |  |  | Punti | Pos. |
| ---- | -------- | --------------- |  |  |  |  |  | --- |  |  |  |  |  |  |  |  |  |  | ----- | ---- |
| 1999 |          | Peugeot 106 S16 |  |  |  |  |  | Rit |  |  |  |  |  |  |  |  |  |  | 0     |      |

| 2000 | Scuderia | Vettura                              |    |  |  |  |     |  |  |  |  |  |  |  |  |  |  |  | Punti | Pos. |
| ---- | -------- | ------------------------------------ | -- |  |  |  | --- |  |  |  |  |  |  |  |  |  |  |  | ----- | ---- |
| 2000 |          | Peugeot 306 Rallye e Peugeot 106 S16 | 29 |  |  |  | Rit |  |  |  |  |  |  |  |  |  |  |  | 0     |      |

| 2001 | Scuderia              | Vettura              |  |  |  |  |  |  |  |  |  |  |  |     |  |  |  |  | Punti | Pos. |
| ---- | --------------------- | -------------------- |  |  |  |  |  |  |  |  |  |  |  | --- |  |  |  |  | ----- | ---- |
| 2001 | Equipe de France FFSA | Citroën Saxo Kit Car |  |  |  |  |  |  |  |  |  |  |  | Rit |  |  |  |  | 0     |      |

| 2002 | Scuderia | Vettura                  |  |  |  |  |  |  |  |  |     |  |  |  |  |  |  |  | Punti | Pos. |
| ---- | -------- | ------------------------ |  |  |  |  |  |  |  |  | --- |  |  |  |  |  |  |  | ----- | ---- |
| 2002 |          | Mitsubishi Lancer Evo VI |  |  |  |  |  |  |  |  | Rit |  |  |  |  |  |  |  | 0     |      |

| 2003 | Scuderia | Vettura            |    |  |     |  |  |    |  |  |    |  |     |  |    |     |  |  | Punti | Pos. |
| ---- | -------- | ------------------ | -- |  | --- |  |  | -- |  |  | -- |  | --- |  | -- | --- |  |  | ----- | ---- |
| 2003 |          | Renault Clio S1600 | 17 |  | Rit |  |  | 17 |  |  | 20 |  | Rit |  | 17 | Rit |  |  | 0     |      |

| 2004 | Scuderia | Vettura                   |  |  |  |  |  |  |  |  |  |     |  |  |  |  |  |  | Punti | Pos. |
| ---- | -------- | ------------------------- |  |  |  |  |  |  |  |  |  | --- |  |  |  |  |  |  | ----- | ---- |
| 2004 |          | Mitsubishi Lancer Evo VII |  |  |  |  |  |  |  |  |  | Rit |  |  |  |  |  |  | 0     |      |

| 2005 | Scuderia | Vettura                |  |  |  |    |  |    |    |  |     |  |  |  |  |  |  |  | Punti | Pos. |
| ---- | -------- | ---------------------- |  |  |  | -- |  | -- | -- |  | --- |  |  |  |  |  |  |  | ----- | ---- |
| 2005 |          | Subaru Impreza STi N11 |  |  |  | 23 |  | 12 | 26 |  | Rit |  |  |  |  |  |  |  | 0     |      |

| 2006 | Scuderia | Vettura          |  |  |  |    |    |  |    |  |     |  |  |  |  |  |  |  | Punti | Pos. |
| ---- | -------- | ---------------- |  |  |  | -- | -- |  | -- |  | --- |  |  |  |  |  |  |  | ----- | ---- |
| 2006 | PH Sport | Citroën C2 S1600 |  |  |  | 30 | 14 |  | 27 |  | Rit |  |  |  |  |  |  |  | 0     |      |

| 2007 | Scuderia | Vettura           |  |  |  |  |  |  |  |  |  |  |  |  |    |  |  |  | Punti | Pos. |
| ---- | -------- | ----------------- |  |  |  |  |  |  |  |  |  |  |  |  | -- |  |  |  | ----- | ---- |
| 2007 |          | Peugeot 207 S2000 |  |  |  |  |  |  |  |  |  |  |  |  | 12 |  |  |  | 0     |      |

| 2008 | Scuderia                | Vettura                    |  |  |  |  |  |  |  |  |  |  |  |    |     |  |  |  | Punti | Pos. |
| ---- | ----------------------- | -------------------------- |  |  |  |  |  |  |  |  |  |  |  | -- | --- |  |  |  | ----- | ---- |
| 2008 | Subaru World Rally Team | Subaru Impreza S14 WRC '08 |  |  |  |  |  |  |  |  |  |  |  | 10 | Rit |  |  |  | 0     |      |

| Legenda | 1º posto | 2º posto | 3º posto | A punti | Senza punti | Ritirato | Squalificato | NP=Non partito C=Gara cancellata | Apice=Power stage |

### Group N Cup/P-WRC
| 2000 | Scuderia | Vettura            |    |  |  |  |  |  |  |  |  |  |  |  |  |  |  |  | Punti | Pos. |
| ---- | -------- | ------------------ | -- |  |  |  |  |  |  |  |  |  |  |  |  |  |  |  | ----- | ---- |
| 2000 |          | Peugeot 306 Rallye | 14 |  |  |  |  |  |  |  |  |  |  |  |  |  |  |  | 0     |      |

| 2005 | Scuderia | Vettura                |  |  |  |   |  |   |   |  |     |  |  |  |  |  |  |  | Punti | Pos. |
| ---- | -------- | ---------------------- |  |  |  | - |  | - | - |  | --- |  |  |  |  |  |  |  | ----- | ---- |
| 2005 |          | Subaru Impreza STi N11 |  |  |  | 9 |  | 1 | 8 |  | Rit |  |  |  |  |  |  |  | 11    | 12º  |

| Legenda | 1º posto | 2º posto | 3º posto | A punti | Senza punti | Ritirato | Squalificato | NP=Non partito C=Gara cancellata | Apice=Power stage |

### Junior WRC
| 2003 | Scuderia | Vettura            |   |  |     |  |  |   |  |  |   |  |     |  |   |     |  |  | Punti | Pos. |
| ---- | -------- | ------------------ | - |  | --- |  |  | - |  |  | - |  | --- |  | - | --- |  |  | ----- | ---- |
| 2003 |          | Renault Clio S1600 | 1 |  | Rit |  |  | 1 |  |  | 2 |  | Rit |  | 1 | Rit |  |  | 38    | 1º   |

| 2006 | Scuderia | Vettura          |  |  |  |   |   |  |   |  |     |  |  |  |  |  |  |  | Punti | Pos. |
| ---- | -------- | ---------------- |  |  |  | - | - |  | - |  | --- |  |  |  |  |  |  |  | ----- | ---- |
| 2006 | PH Sport | Citroën C2 S1600 |  |  |  | 8 | 1 |  | 9 |  | Rit |  |  |  |  |  |  |  | 11    | 14º  |

| Legenda | 1º posto | 2º posto | 3º posto | A punti | Senza punti | Ritirato | Squalificato | NP=Non partito C=Gara cancellata | Apice=Power stage |